# Liste der Stolpersteine in Kalkar
Die Liste der Stolpersteine in Kalkar enthält alle Stolpersteine, die im Rahmen des gleichnamigen Kunst-Projekts von Gunter Demnig in Kalkar verlegt wurden. Mit ihnen soll an Opfer des Nationalsozialismus erinnert werden, die in Kalkar lebten und wirkten.

## Verlegte Stolpersteine
| Bild                                                        | Person / Inschrift | Adresse                | Verlegedatum  | Zusätzliche Informationen                               |
| ----------------------------------------------------------- | --- | ---------------------- | ------------- | ------------------------------------------------------- |
| Stolperstein für Salomon 'Sally' Cohen                      | Hier wohnte Salomon ‘Sally’ Cohen Jg. 1871 deportiert 1942 Theresienstadt ermordet 15. 12. 1942                                                                         | Altkalkarer Straße 2 · | 10. Juni 2022 |                                                         |
| Stolperstein für Else Cohen                                 | Hier wohnte Else Cohen Jg. 1906 deportiert 1942 Transit-Ghetto Izbica ermordet                                                                                          | Altkalkarer Straße 2 · | 10. Juni 2022 |                                                         |
| Stolperstein für Ruth Cohen                                 | Hier wohnte Ruth Cohen verh. Koenig Jg. 1908 Flucht 1939 USA | Altkalkarer Straße 2 · | 10. Juni 2022 |                                                         |
| Stolperstein für Herbert Cohen                              | Hier wohnte Herbert Cohen Jg. 1912 Flucht 1939 England | Altkalkarer Straße 2 · | 10. Juni 2022 |                                                         |
| Stolperstein für Jacob Vyth                                 | Hier wohnte Jacob Vyth Jg. 1851 unfreiwillig verzogen Alpen gedemütigt / entrechtet tot 11.5.1938                                                                       | Grabenstraße 72 ·      | 10. Okt. 2020 |                                                         |
| Stolperstein für Marcus Vyth                                | Hier wohnte Marcus Vyth Jg. 1881 Flucht Holland Interniert Westerbork deportiert 1943 Auschwitz ermordet 19.11.1943                                                     | Grabenstraße 72 ·      | 10. Okt. 2020 |                                                         |
| Stolperstein für Edith Vyth                                 | Hier wohnte Irene Vyth geb. Anschel Jg. 1892 Flucht Holland Interniert Westerbork deportiert 1943 Auschwitz ermordet 19.11.1943                                         | Grabenstraße 72 ·      | 10. Okt. 2020 |                                                         |
| Stolperstein für Gustav Vyth                                | Hier wohnte Gustav Vyth Jg. 1873 Flucht Holland Interniert Westerbork deportiert 1943 Sobibor ermordet 28.5.1943                                                        | Grabenstraße 72 ·      | 10. Okt. 2020 |                                                         |
| Stolperstein für Jenny Vyth                                 | Hier wohnte Jenny Vyth geb. Levor Jg. 1876 Flucht Holland Interniert Westerbork deportiert 1943 Sobibor ermordet 28.5.1943                                              | Grabenstraße 72 ·      | 10. Okt. 2020 |                                                         |
| Stolperstein für Lotte Helene Vyth                          | Hier wohnte Lotte Helene Vyth verh. van Engel Jg.1909 Flucht Holland Interniert Westerbork deportiert 1944 Auschwitz ermordet 30.6.1944                                 | Grabenstraße 72 ·      | 10. Okt. 2020 |                                                         |
| Stolperstein für Paul Vyth                                  | Hier wohnte Paul Vyth Jg.1911 Flucht Holland mit Hilfe überlebt | Grabenstraße 72 ·      | 10. Okt. 2020 |                                                         |
| Stolperstein für Grete Vyth                                 | Hier wohnte Grete Vyth verh. Heinemann Jg. 1904 Flucht Südafrika | Grabenstraße 72 ·      | 10. Okt. 2020 |                                                         |
| Stolperstein für Kurt Vyth                                  | Hier wohnte Kurt Vyth Jg.1910 Flucht 1936 Holland mit Hilfe überlebt | Grabenstraße 72 ·      | 10. Okt. 2020 |                                                         |
| Kalkar Dezember 2021, Hohe Straße 34 Louis Elkan            | Hier wohnte Louis Elkan Jg. 1879 Flucht 1939 Holland interniert Westerbork deportiert 1943 Sobibor ermordet 20.3.1943                                                   | Hohe Straße 34         | 28. Nov. 2021 |                                                         |
| Kalkar Dezember 2021, Hohe Straße 34 Henriette Elkan        | Hier wohnte Henriette Elkan geb. Sander Jg. 1883 Flucht 1939 Holland interniert Westerbork deportiert 1943 Sobibor ermordet 20.3.1943                                   | Hohe Straße 34         | 28. Nov. 2021 |                                                         |
| Kalkar Dezember 2021, Hohe Straße 34 Emma Elkan             | Hier wohnte Emma Elkan Jg. 1905 verh. Polak Flucht 1939 Holland interniert Westerbork deportiert 1943 Sobibor ermordet 9.7.1943                                         | Hohe Straße 34         | 28. Nov. 2021 |                                                         |
| Kalkar Dezember 2021, Hohe Straße 34 Erich Elkan            | Hier wohnte Erich Elkan Jg. 1907 Flucht 1939 Holland interniert Westerbork deportiert 1943 Sobibor ermordet 9.7.1943                                                    | Hohe Straße 34         | 28. Nov. 2021 |                                                         |
| Stolperstein für Abraham Cohen                              | Hier wohnte Abraham Cohen Jg. 1861 Flucht 1939 Holland interniert Westerbork deportiert 1943 Sobibor ermordet 13.3.1943                                                 | Kesselstraße 10 ·      | 10. Juni 2022 |                                                         |
| Stolperstein für Ernst Cohen                                | Hier wohnte Ernst Cohen Jg. 1896 Schutzhaft 1938 Dachau Flucht 1939 Argentinien tot 1939                                                                                | Kesselstraße 10 ·      | 10. Juni 2022 |                                                         |
| Stolperstein für Amalie ‘Malchen‘ Cohen                     | Hier wohnte Amalie ‘Malchen‘ Cohen geb. Oppenheimer Jg. 1857 gedemütigt / entrechtet tot 12.Sept.1936                                                                   | Kesselstraße 10 ·      | 10. Juni 2022 |                                                         |
| Stolperstein Kalkar Kesselstraße 12 Andreas Isaac           | Hier wohnte Andreas Isaac Jg. 1854 deportiert 1942 Theresienstadt ermordet 30.8.1942                                                                                    | Kesselstraße 12        | 14. Dez. 2019 |                                                         |
| Stolperstein Kalkar Kesselstraße 12 Karoline Isaac          | Hier wohnte Karoline Isaac geb. Spier Jg. 1861 Zwangsumzug Essen gedemütigt/entrechtet tot 10.7.1942                                                                    | Kesselstraße 12        | 14. Dez. 2019 |                                                         |
| Stolperstein Kalkar Kesselstraße 12 Max Isaac               | Hier wohnte Max Isaac Jg. 1895 deportiert 1942 Theresienstadt ermordet 27.9.1942                                                                                        | Kesselstraße 12        | 14. Dez. 2019 |                                                         |
| Stolperstein Kalkar Kesselstraße 12 Arthur Isaac            | Hier wohnte Arthur Isaac Jg. 1891 Flucht 1940 USA | Kesselstraße 12        | 14. Dez. 2019 |                                                         |
| Stolperstein Kalkar Kesselstraße 12 Josef Isaac             | Hier wohnte Betty Isaac geb. Rosenthal Jg. 1892 gedemütigt/entrechtet tot 17.10.1938                                                                                    | Kesselstraße 12        | 14. Dez. 2019 |                                                         |
| Stolperstein Kalkar Kesselstraße 12 Ruth Isaac              | Hier wohnte Ruth Isaac Jg. 1927 Flucht 1938 Holland interniert Westerbork deportiert 1944 Bergen-Belsen auf Transport nach Theresienstadt befreit                       | Kesselstraße 12        | 14. Dez. 2019 |                                                         |
| Stolperstein Kalkar Kesselstraße 12 Josef Isaac             | Hier wohnte Josef Isaac Jg. 1899 Flucht 1940 USA | Kesselstraße 12        | 14. Dez. 2019 |                                                         |
| Stolperstein Kalkar Kesselstraße 12 Anna Isaac              | Hier wohnte Anna Isaac geb. Hans Jg. 1907 Flucht 1940 USA | Kesselstraße 12        | 14. Dez. 2019 |                                                         |
| Kalkar Dezember 2021, Kesselstraße 15 Siegmund Spier        | Hier wohnte Siegmund Spier Jg. 1862 gedemütigt / entrechtet tot 29.3.1933                                                                                               | Kesselstraße 15        | 28. Nov. 2021 |                                                         |
| Kalkar Dezember 2021, Kesselstraße 15 Berta Spier           | Hier wohnte Berta Spier geb. Jacob Jg. 1875 deportiert 1942 Theresienstadt 1944 Auschwitz ermordet                                                                      | Kesselstraße 15        | 28. Nov. 2021 |                                                         |
| Kalkar Dezember 2021, Kesselstraße 15 Antonie Spier         | Hier wohnte Antonie Spier verh. Roer Jg. 1903 deportiert 1942 Theresienstadt 1944 Auschwitz ermordet                                                                    | Kesselstraße 15        | 28. Nov. 2021 |                                                         |
| Kalkar Dezember 2021, Kesselstraße 15 Fritz Spier           | Hier wohnte Fritz Spier Jg. 1903 'Schutzhaft' 1938 Gefängnis Limburg Gefängnis Frankfurt M. israelische Anstalt für geistig Behinderte tot 14.12.1941 Berlin Weissensee | Kesselstraße 15        | 28. Nov. 2021 |                                                         |
| Kalkar Dezember 2021, Kesselstraße 15 Rosalia Spier         | Hier wohnte Rosalia Spier verh. Roer Jg. 1860 deportiert 1942 Theresienstadt ermordet 20.9.1942                                                                         | Kesselstraße 15        | 28. Nov. 2021 |                                                         |
| Stolperstein Kalkar Kesselstraße 19 Max Vyth                | Hier wohnte Max Vyth Jg. 1881 Flucht Holland interniert Westerbork deportiert 1943 Bergen-Belsen 1944 Theresienstadt Auschwitz ermordet 11.10.1944                      | Kesselstraße 19        | 14. Dez. 2019 |                                                         |
| Stolperstein Kalkar Kesselstraße 19 Berta Vyth              | Hier wohnte Berta Vyth geb. Sommer Jg. 1890 Flucht Holland interniert Westerbork deportiert 1943 Bergen-Belsen 1944 Theresienstadt Auschwitz ermordet 11.10.1944        | Kesselstraße 19        | 14. Dez. 2019 |                                                         |
| Stolperstein Kalkar Kesselstraße 19 Alfred Vyth             | Hier wohnte Alfred Vyth Jg. 1911 Flucht Holland mit Hilfe überlebt | Kesselstraße 19        | 14. Dez. 2019 |                                                         |
| Stolperstein Kalkar Kesselstraße 19 Ilse Vyth               | Hier wohnte Ilse Vyth Jg. 1920 Flucht Holland mit Hilfe überlebt | Kesselstraße 19        | 14. Dez. 2019 |                                                         |
| Stolperstein Kalkar Kesselstraße 19 Lore Vyth               | Hier wohnte Lore Vyth Jg. 1924 deportiert 1942 Auschwitz ermordet 30.9.1942                                                                                             | Kesselstraße 19        | 14. Dez. 2019 |                                                         |
| Stolperstein Kalkar Kesselstraße 19 Ellen Vyth              | Hier wohnte Ellen Vyth Jg. 1925 Flucht Holland interniert Westerbork deportiert 1944 Theresienstadt ermordet in Auschwitz                                               | Kesselstraße 19        | 14. Dez. 2019 |                                                         |
| Stolperstein für Simon Spier                                | Hier wohnte Simon Spier Jg. 1861 deportiert 1942 Theresienstadt 1942 Treblinka ermordet                                                                                 | Kesselstraße 38 ·      | 10. Juni 2022 |                                                         |
| Stolperstein für Erich Spier                                | Hier wohnte Erich Spier Jg. 1899 ‘Schutzhaft‘ 1938 Dachau ermordet 28.12.1938                                                                                           | Kesselstraße 38 ·      | 10. Juni 2022 |                                                         |
| Stolperstein für Rosa Spier                                 | Hier wohnte Rosa Spier Jg. 1866 deportiert 1942 Theresienstadt ermordet 3.8.1942                                                                                        | Kesselstraße 38 ·      | 10. Juni 2022 |                                                         |
| Kalkar Dezember 2021, Kirchplatz 5 Isac Spier               | Hier wohnte Isac Spier Jg. 1850 gedemütigt / entrechtet tot 19.10.1936                                                                                                  | Kirchplatz 5           | 28. Nov. 2021 |                                                         |
| Kalkar Dezember 2021, Kirchplatz 5 Moritz Spier             | Hier wohnte Moritz Spier Jg. 1866 deportiert 1942 Theresienstadt ermordet 1944 Sobibor                                                                                  | Kirchplatz 5           | 28. Nov. 2021 |                                                         |
| Stolperstein für Hugo Cohen                                 | Hier wohnte Hugo Cohen Jg. 1893 verhaftet 1935 1936–1939 Zuchthaus 'Schutzhaft' 1941 KZ Buchenwald 'verlegt' 2.3.1942 Bernburg ermordet 2.3.1942                        | Markt 4 ·              | 10. Juni 2022 | der Stolperstein für Hugo Cohen wurde Ende 2023 verlegt |
| Stolperstein für Paula Cohen                                | Hier wohnte Paula Cohen geb. Kaufmann Jg. 1889 deportiert 1941 Riga 1944 Stutthop ermordet 28.11.1944                                                                   | Markt 4 ·              | 10. Juni 2022 |                                                         |
| Stolperstein für Werner Cohen                               | Hier wohnte Werner Cohen Jg. 1921 Flucht 1939 Argentinien | Markt 4 ·              | 10. Juni 2022 |                                                         |
| Stolperstein für Gabriel Cohen                              | Hier wohnte Gabriel Cohen Jg. 1824 Flucht Holland interniert Westerbork deportiert 1943 Sobibor ermordet 4.6.1943                                                       | Markt 4 ·              | 10. Juni 2022 |                                                         |
| Stolperstein für Alexander Stern                            | Hier wohnte Alexander Stern Jg. 1887 deportiert 1941 Riga ermordet | Markt 12 ·             | 10. Okt. 2020 |                                                         |
| Stolperstein für Sophie Stern                               | Hier wohnte Sophie Stern geb. Vyth Jg. 1878 deportiert 1941 Riga ermordet                                                                                               | Markt 12 ·             | 10. Okt. 2020 |                                                         |
| Stolperstein für Edith Vyth                                 | Hier wohnte Edith Vyth Jg.1913 Flucht 1937 Palästina | Markt 12 ·             | 10. Okt. 2020 |                                                         |
| Stolperstein Kalkar Monrestraße 20 Oskar Schürmann          | Hier wohnte Oskar Schürmann Jg. 1861 gedemütigt/entrechtet tot 28.2.1942                                                                                                | Monrestraße 20         | 2. Okt. 2018  |                                                         |
| Stolperstein Kalkar Monrestraße 20 Amalie Schürmann         | Hier wohnte Amalie Schürmann geb. Spanier Jg. 1865 eingewiesen 29.4.1942 Jacoby’sche Anstalt Bendorf-Sayn tot 10.6.1942                                                 | Monrestraße 20         | 2. Okt. 2018  |                                                         |
| Stolperstein Kalkar Monrestraße 20 Bernhard Schürmann       | Hier wohnte Bernhard Schürmann Jg. 1900 Flucht Holland interniert Westerbork deportiert 1944 Theresienstadt ermordet 30.11.1944 Auschwitz                               | Monrestraße 20         | 2. Okt. 2018  |                                                         |
| Stolperstein Kalkar Monrestraße 20 Lina Schürmann           | Hier wohnte Lina Schürmann Jg. 1901 Flucht Holland Brasilien | Monrestraße 20         | 2. Okt. 2018  |                                                         |
| Stolperstein Kalkar Monrestraße 20 Martha Schürmann         | Hier wohnte Martha Schürmann verh. Strauss Jg. 1902 Flucht Holland interniert Westerbork deportiert 1943 Auschwitz ermordet 17.9.1943                                   | Monrestraße 20         | 2. Okt. 2018  |                                                         |
| Stolperstein Kalkar Monrestraße 20 Selma Schürmann          | Hier wohnte Selma Schürmann verh. Baumann Jg. 1904 deportiert 1941 Łodz/Litzmannstadt ermordet                                                                          | Monrestraße 20         | 2. Okt. 2018  |                                                         |
| Stolperstein Kalkar Monrestraße 20 Siegfried Schürmann      | Hier wohnte Siegfried Schürmann Jg. 1906 Flucht Holland Brasilien | Monrestraße 20         | 2. Okt. 2018  |                                                         |
| Stolperstein Kalkar Monrestraße 20 Max Schürmann            | Hier wohnte Max Schürmann Jg. 1907 'Schutzhaft’ 1938 Dachau deportiert 1941 Riga ermordet                                                                               | Monrestraße 20         | 2. Okt. 2018  |                                                         |
| Stolperstein Kalkar Monrestraße 22 Albert Spanier           | Hier wohnte Albert Spanier Jg. 1868 Flucht Holland tot 14.10.1938 Amsterdam                                                                                             | Monrestraße 22         | 2. Okt. 2018  |                                                         |
| Stolperstein Kalkar Monrestraße 22 Helene Spanier           | Hier wohnte Helene Spanier geb. Sternberg Jg. 1870 gedemütigt/entrechtet tot 23.7.1934                                                                                  | Monrestraße 22         | 2. Okt. 2018  |                                                         |
| Stolperstein Kalkar Monrestraße 22 Franziska Spanier        | Hier wohnte Franziska Spanier geb. Jungblut Jg. 1894 Flucht Holland interniert Westerbork deportiert 1943 Auschwitz ermordet 28.1.1944                                  | Monrestraße 22         | 2. Okt. 2018  |                                                         |
| Stolperstein Kalkar Monrestraße 22 Friedrich Nathan Spanier | Hier wohnte Friedrich Nathan Spanier Jg. 1898 Flucht Holland interniert Westerbork deportiert 1943 Auschwitz ermordet 5.3.1944                                          | Monrestraße 22         | 2. Okt. 2018  |                                                         |
| Stolperstein Kalkar Monrestraße 22 Hannelore Spanier        | Hier wohnte Hannelore Spanier Jg. 1926 Flucht Holland interniert Westerbork deportiert 1944 Auschwitz ermordet 15.10.1944                                               | Monrestraße 22         | 2. Okt. 2018  |                                                         |
| Stolperstein Kalkar Monrestraße 22 Kurt Spanier             | Hier wohnte Kurt Spanier Jg. 1928 Flucht Holland interniert Westerbork deportiert 1944 Auschwitz ermordet 21.1.1945                                                     | Monrestraße 22         | 2. Okt. 2018  |                                                         |
| Stolperstein Monrestraße 69 Emil Spier                      | Hier wohnte Emil Spier Jg. 1868 Flucht 1939 England | Monrestraße 69         | 28. Nov. 2021 |                                                         |
| Stolperstein Monrestraße 69 Paulina Spier                   | Hier wohnte Paulina Spier geb. David Jg. 1869 Flucht 1939 England | Monrestraße 69         | 28. Nov. 2021 |                                                         |